# Domenico Falzier
Domenico Falzier (Treviso, 27 agosto 1942) è un ex arbitro di calcio italiano.

## Carriera sportiva
Figlio di Rino (arbitro di Serie B), ha iniziato la carriera arbitrale nel 1962.
Fu inserito nell'organico arbitrale della CAN per la Serie A e B tra il 1977 e il 1983. La prima gara diretta in Serie B fu Brescia-Rimini del 7 maggio 1978 (terminata 2-0 per i lombardi). L'esordio in Serie A avvenne il 2 maggio 1982, in Avellino-Como (1-1).
In totale ha diretto 2 partite nella massima serie e 59 in quella cadetta.
Nel 1982 vinse il premio Fischietto d'argento, assegnato per il miglior arbitro esordiente in Serie A dalla Polisportiva Pulcini Cascina.
Dal 1997 al 2004 fu presidente della sezione di Treviso dell'AIA.